# Sergey Kutsov
Sergey Kutsov (23 aprile 1977) è un ex calciatore kirghiso, di ruolo centrocampista.